# St. Wigbert (Bergsulza)

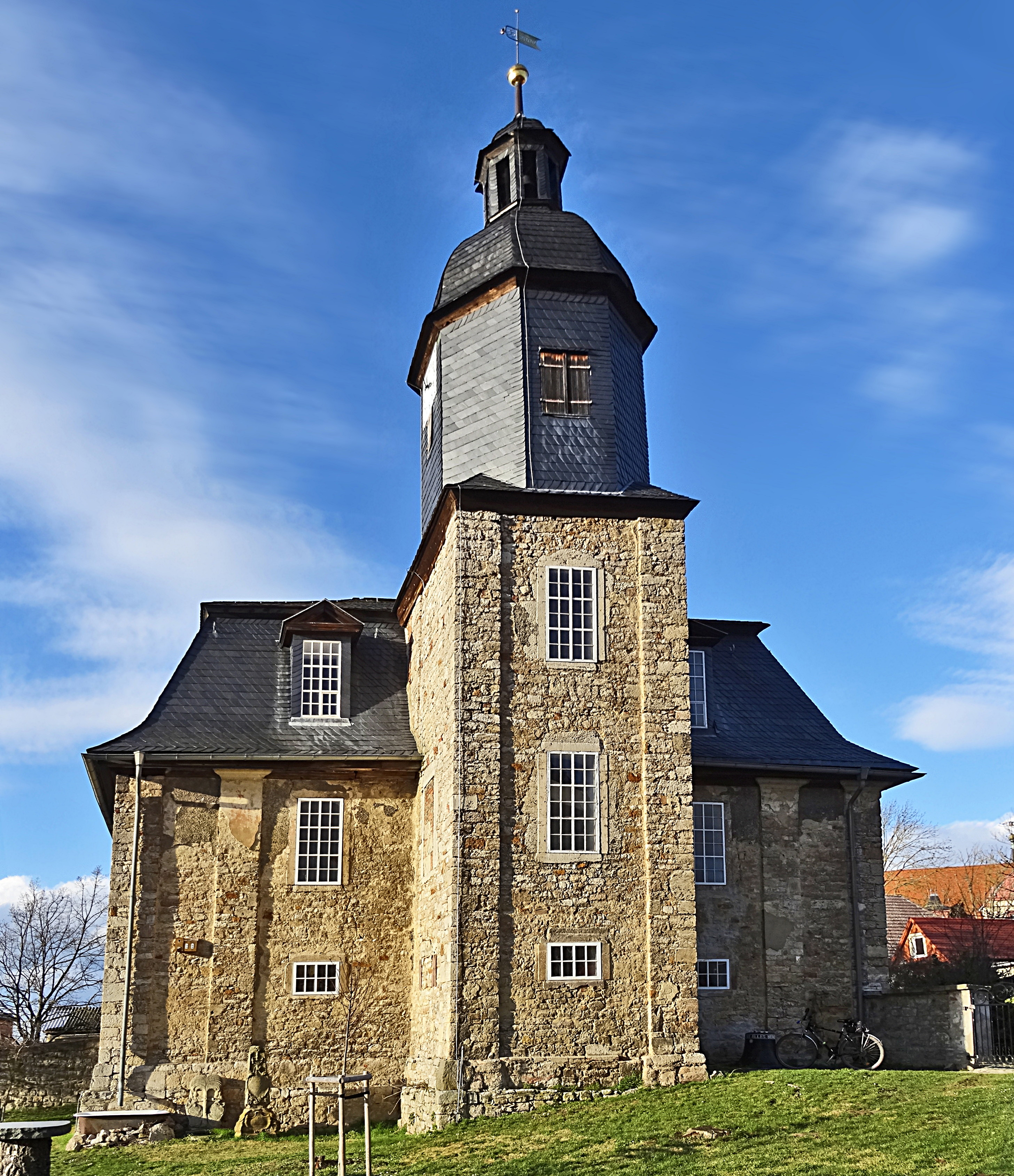
Die Kirche

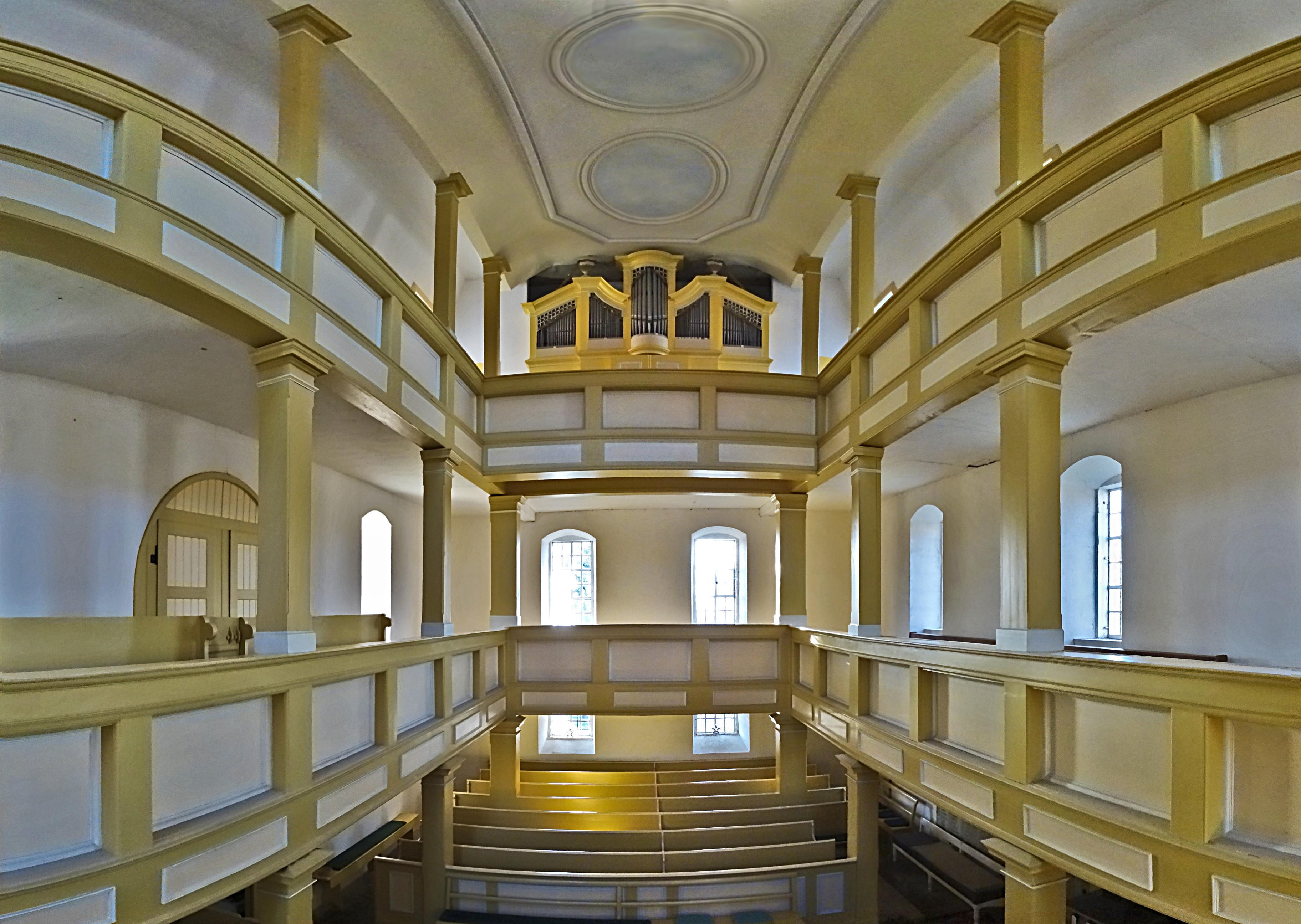
Innenansicht

Die ehemalige Stiftskirche St. Peter auf dem Berge (mons st. petri), ab ca. 1525 als ev. luth. Kirche des Ortes bis Ende des 20. Jh., neuerdings und fälschlicherweise auch Kirche St. Wigbert genannt, steht in Bergsulza, einem Stadtteil von Bad Sulza im Landkreis Weimarer Land in Thüringen. Sie gehört zur Kirchgemeinde Bad Sulza im Kirchenkreis Apolda-Buttstädt der Evangelischen Kirche in Mitteldeutschland. Bis zur Reformation trug sie den Namen St. Petri.

## Geschichte
Ein Vorgänger des heutigen Kirchenbaus stand wohl schon, bevor das Chorherrenstift im 11. Jh. errichtet wurde. Nach 1064 wurde dieses Haus dann in das Stift integriert und stand unter dem Patrozinium des heiligen Petrus. Der Propst war gleichzeitig für die Pfarrei zuständig. Nach Auflösung des Stifts existierte die Kirche als Pfarrkirche für Bergsulza weiterhin. Die heutige Saalkirche mit Mansardwalmdach und Gauben und Südturm als Dachreiter wurde 1716 gebaut.
Der Turm ist mit Achteckhaube, Laterne, Uhr und Wetterfahne ausgestattet.

## Kirchenraum
Das Kirchenschiff hat Rechteckfenster in den Seitenwänden.
Die dreiseitig umlaufenden zweigeschossigen Emporen werden von zwei Reihen hölzerner Pfeiler gestützt, die den Raum in drei Schiffe gliedern und an den Emporen und an der Decke einfache Kapitelle haben. Das Mittelschiff ist mit einem Spiegelgewölbe geringer Höhenausdehnung gedeckt, sein Spiegel mit einem achteckigen Stuckrahmen und einem Medaillon geschmückt. In den Seitenschiffen beginnen nach schmalen waagerechten Deckenstreifen die Dachschrägen des Mansarddaches. Wegen der abgesehen von den steilen Dachschrägen geringen Höhenunterschiede der Decke erfüllt der Raum die Kriterien einer Hallenkirche.
Der Kanzelaltar ist beidseits der allein von der Rückwand getragenen Kanzel mit schlanken marmorierten Säulen geschmückt.
Die Orgel mit 17 Registern, verteilt auf 2 Manuale und Pedal, wurde 1801 von Johann Nicolaus Zimmermann gebaut und 1938 von Wiegand Helfenbein umgebaut. Sie ist zurzeit nicht bespielbar.